# Oton Detela
Oton pl. Detela, slovenski politik, * 12. november 1839, Sv. Duh pri Škofji Loki, † 12. marec 1917, Sv. Duh pri Škofji Loki

## Življenje in delo
Oton (nem. Otto) Detela se je rodil na Ajmanovem gradu v Svetem Duhu pri Škofji Loki očetu Danijelu Deteli in materi Jožefi, rojeni Dietrich.
Bil je konzervativni politik, član Slovenske ljudske stranke. Več kot trideset let je bil poslanec v Kranjskem deželnem zboru in tudi član deželega odbora. Med leti 1891 in 1908 je bil deželni glavar Kranjske. Cesar Franc Jožef mu je leta 1898 za zasluge podelil viteški red železne krone III. stopnje, kar mu je posledično prineslo tudi dedni plemiški stan.
Leta 1907 ga je cesar Franc Jožef imenoval za dosmrtnega člana gosposke zbornice (zgornjega doma) avstrijskega državnega zbora. Detela je bil poleg Frana Miklošiča edini Slovenec, ki je dosegel čast članstva v avstrijski gosposki zbornici. Leta 1996 so po njem imenovali ulico v Kranju.